# Бокан (шахрестан)
Бока́н (перс. شهرستان بوکان‎) — один из шахрестанов иранской провинции Западный Азербайджан. Административный центр — город Бокан.
В административном отношении подразделяется на районы (бахши):
- Меркези (центральный) (перс. بخش مرکزی شهرستان بوکان‎)
- Симине (перс. بخش سیمینه‎)

В состав шахрестана Бокан входят 2 города: Бокан и Симине.

## Население
По данным переписи 2006 года население шахрестана составляло 202 637 человек (101 430 мужчин и 101 207 женщин). На территории проживало 42 313 семей. Уровень грамотности населения составлял 68,55 %.